# Città di Gallipoli
El Città di Gallipoli es un club de fútbol de Italia, con sede en Gallipoli, en Apulia. Fue fundado en 1946 y refundado en varias oportunidades. Compite en la Eccellenza Apulia, quinta categoría del fútbol italiano.

## Historia
El club se fundó en 1946 con el nombre Fiamma Jonica Gallipoli. En el 1999 adquirió los derechos deportivos del Leverano, otro club de la Provincia de Lecce, y tomó la denominación Associazione Calcio Gallipoli. En el 2005 cambió su nombre a Gallipoli Calcio. En la temporada 2009/10 compitió en la Serie B por primera (y, hasta hoy, única) vez en su historia. En el 2010 el conjunto quebró y fue refundado con el nombre de Associazione Sportiva Dilettantistica Gallipoli Football 1909. En el 2020 nació un nuevo equipo llamado Associazione Sportiva Dilettantistica Città di Gallipoli que al final de la temporada 2022-23 sigue siendo el único equipo que representa la ciudad de Gallipoli debido a la venta del título de Gallipoli Football 1909.

## Palmarés

### Torneos interregionales
- Lega Pro Prima Divisione (1): 2008-09 (Grupo B)
- Lega Pro Seconda Divisione (1): 2005-06 (Grupo C)
- Serie D (2): 1977-78 (Grupo H), 2004-05 (Grupo H)

### Torneos regionales
- Eccellenza Apulia (2): 2003-04, 2013-14
- Promozione Apulia (3): 1971-72 (Grupo B), 1973-74 (Grupo B), 2021-22 (Grupo B)
- Prima Categoria Apulia (3): 1979-80 (Grupo C), 1990-91 (Grupo C), 1999-00 (Grupo C)
- Seconda Categoria Apulia (1): 1968-69 (Grupo D)
- Seconda Divisione Lecce (1): 1955-56 (Grupo C)
- Terza Categoria Lecce (1): 1967-68 (Grupo C)